# Валегин, Фёдор Иванович
Фёдор Иванович Валегин (1844 — не позднее 1911) — российский общественный деятель, градоначальник Петрозаводска, статский советник.

## Биография
Родился в семье служащего Олонецкого губернского правления Ивана Валегина. Окончил Петрозаводское уездное училище.
С 1863 года служил в канцелярии Олонецкого губернатора — помощником правителя канцелярии, старшим чиновником особых поручений. В 1863 г. собрал по поручению олонецкого губернатора сведения о народонаселении Петрозаводска.
В 1865 г. — секретарь общества попечительства о тюрьмах в Олонецкой губернии.
В 1867 г. — делопроизводитель юридического отдела Калишского губернского правления.
С 1870 г. в распоряжении олонецкого губернатора, провел следствие по делу народников студента С. В. Зосимского и отставного канцелояриста В. В. Рейнгардта.
С 1872 года — старший советник Олонецкого губернского правления.
С 1873 г. — попечитель народных училищ Олонецкой губернии.
С 1874 г. — советник и член присутствия Олонецкого горного правления.
Избирался гласным Олонецкого губернского земского собрания, почётным мировым судьёй по Олонецкому уезду. В 1882—1885 годах — гласный Петрозаводской городской думы.
Решением министра внутренних дел И. Н. Дурново от 15 февраля 1894 года Ф. И. Валегин был назначен городским головой Петрозаводска от правительства Российской империи на основании ст. 19 Городового положения 1892 года.
Решением министра внутренних дел от 6 октября 1894 года Ф. И. Валегин был освобождён от должности городского головы по личному заявлению в связи с состоянием здоровья.
В 1896 году посетил Иерусалим и монастырь на горе Афон.

## Семья
Первая жена — Александра Богдановна, вторая жена — Александра Иософатовна. От второго брака имел двух дочерей — Алевтину (род. 1865) и Марию (1866—1867).

## Награды
- Орден Святой Анны 3 степени.
- Орден Святой Анны 2 степени (1869)
- Орден Святого Станислава 2 степени (1878)
- Орден Святого Владимира 4 степени.